# FK Pskov-747
Maillots
Le Pskov-747 (russe : «Псков-747») est un club de football russe basé à Pskov fondé en 2006 et disparu en 2020.

## Histoire
Fondé en 2006 sous le nom SK 747, le club évolue dans un premier temps en quatrième division. Après une troisième place à l'issue de sa première saison, une deuxième place la saison suivante lui permet de découvrir la troisième division et le monde professionnel à partir de la saison 2008. Il est renommé Pskov-747 dans la foulée. Il termine notamment deuxième du groupe Ouest en 2013, constituant sa meilleure performance en date. Il abandonne volontairement le professionnalisme à l'issue de la saison 2019-2020 et descend dans la foulée au quatrième échelon. Le club est par la suite dissout et remplacé par une nouvelle équipe appelée le FK Pskov.

## Bilan sportif

### Classements en championnat
La frise ci-dessous résume les classements successifs du club en championnat de Russie depuis 2006.

### Bilan par saison
| Saison    | Championnat   | Championnat | Championnat | Championnat | Championnat | Championnat | Championnat | Championnat | Championnat | Championnat | Coupe de Russie     |
| Saison    | Division      | Pos         | Pts         | J           | V           | N           | D           | BP          | BC          | Diff        | Coupe de Russie     |
| --------- | ------------- | ----------- | ----------- | ----------- | ----------- | ----------- | ----------- | ----------- | ----------- | ----------- | ------------------- |
| 2006      | 4e Nord-Ouest | 3e          | 17          | 10          | 5           | 2           | 3           | 19          | 12          | +7          | —                   |
| 2007      | 4e Nord-Ouest | 2e          | 30          | 16          | 9           | 3           | 4           | 33          | 15          | +18         | —                   |
| 2008      | 3e Ouest      | 10e         | 47          | 36          | 11          | 14          | 12          | 32          | 33          | -1          | —                   |
| 2009      | 3e Ouest      | 12e         | 48          | 36          | 12          | 12          | 12          | 51          | 49          | +2          | Premier tour        |
| 2010      | 3e Ouest      | 11e         | 40          | 32          | 11          | 7           | 14          | 41          | 55          | -14         | Quatrième tour      |
| 2011-2012 | 3e Ouest      | 7e          | 73          | 45          | 21          | 10          | 14          | 61          | 53          | +8          | Seizièmes de finale |
| 2011-2012 | 3e Ouest      | 7e          | 73          | 45          | 21          | 10          | 14          | 61          | 53          | +8          | Troisième tour      |
| 2012-2013 | 3e Ouest      | 2e          | 49          | 26          | 14          | 7           | 5           | 41          | 23          | +18         | Quatrième tour      |
| 2013-2014 | 3e Ouest      | 4e          | 56          | 32          | 17          | 5           | 10          | 44          | 31          | +13         | Deuxième tour       |
| 2014-2015 | 3e Ouest      | 9e          | 42          | 30          | 11          | 9           | 10          | 39          | 38          | +1          | Deuxième tour       |
| 2015-2016 | 3e Ouest      | 8e          | 38          | 28          | 11          | 5           | 12          | 38          | 38          | 0           | Quatrième tour      |
| 2016-2017 | 3e Ouest      | 10e         | 28          | 26          | 6           | 10          | 10          | 18          | 31          | -13         | Deuxième tour       |
| 2017-2018 | 3e Ouest      | 7e          | 37          | 26          | 11          | 4           | 11          | 30          | 36          | -6          | Troisième tour      |
| 2018-2019 | 3e Ouest      | 9e          | 29          | 24          | 9           | 2           | 13          | 34          | 42          | -8          | Deuxième tour       |
| 2019-2020 | 3e Ouest      | 9e          | 21          | 16          | 6           | 3           | 7           | 15          | 26          | -11         | Deuxième tour       |

Légende
- Promotion en division supérieure
- Relégation en division inférieure

## Entraîneurs
La liste suivante présente les différents entraîneurs du club depuis 2006.
- Viatcheslav Volkov (2007)
- Boris Jouravliov (2008)
- Andreï Alenitchev (2009)
- Vladimir Kossogov (2010)
- Eduard Malofeev (novembre 2010-juillet 2011)
- Igor Vassiliev (juillet 2011-2020)